# Galston, New South Wales
Galston este o suburbie în Sydney, Australia.